# Menno Simons

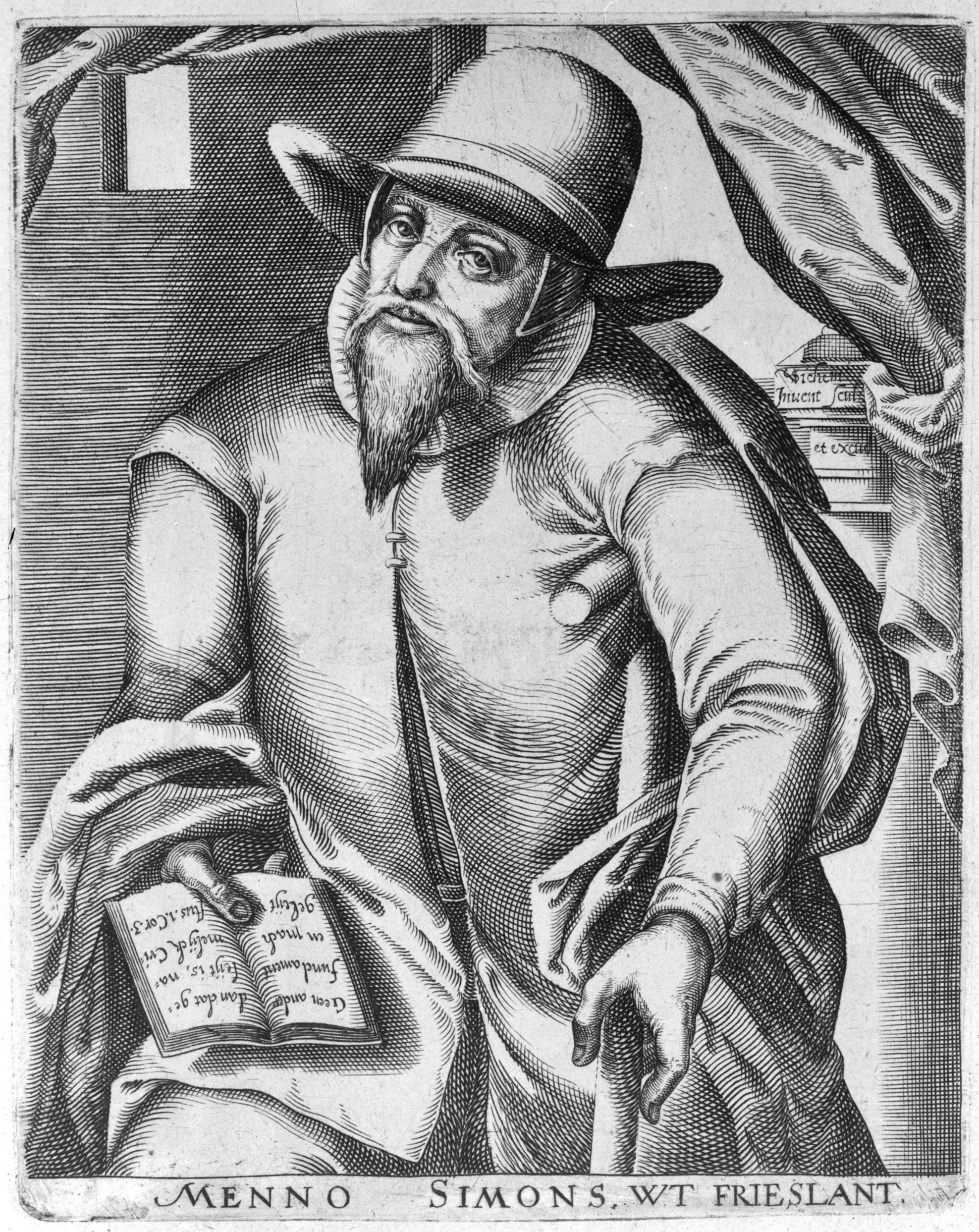
Stich aus dem 17. Jahrhundert zeigt Menno Simons mit Krückstock und Bibel

Menno Simons (* 1496 in Witmarsum, Friesland (Niederlande); † 23. oder 31. Januar 1561 in Wüstenfelde bei Bad Oldesloe) war ein niederländisch-friesischer Theologe. Simons war einer der führenden Vertreter der Täuferbewegung und wurde zum Namensgeber der Mennoniten. Sein Nachname wurde auch Simonszoon geschrieben, was Simons Sohn bedeutet.

## Leben

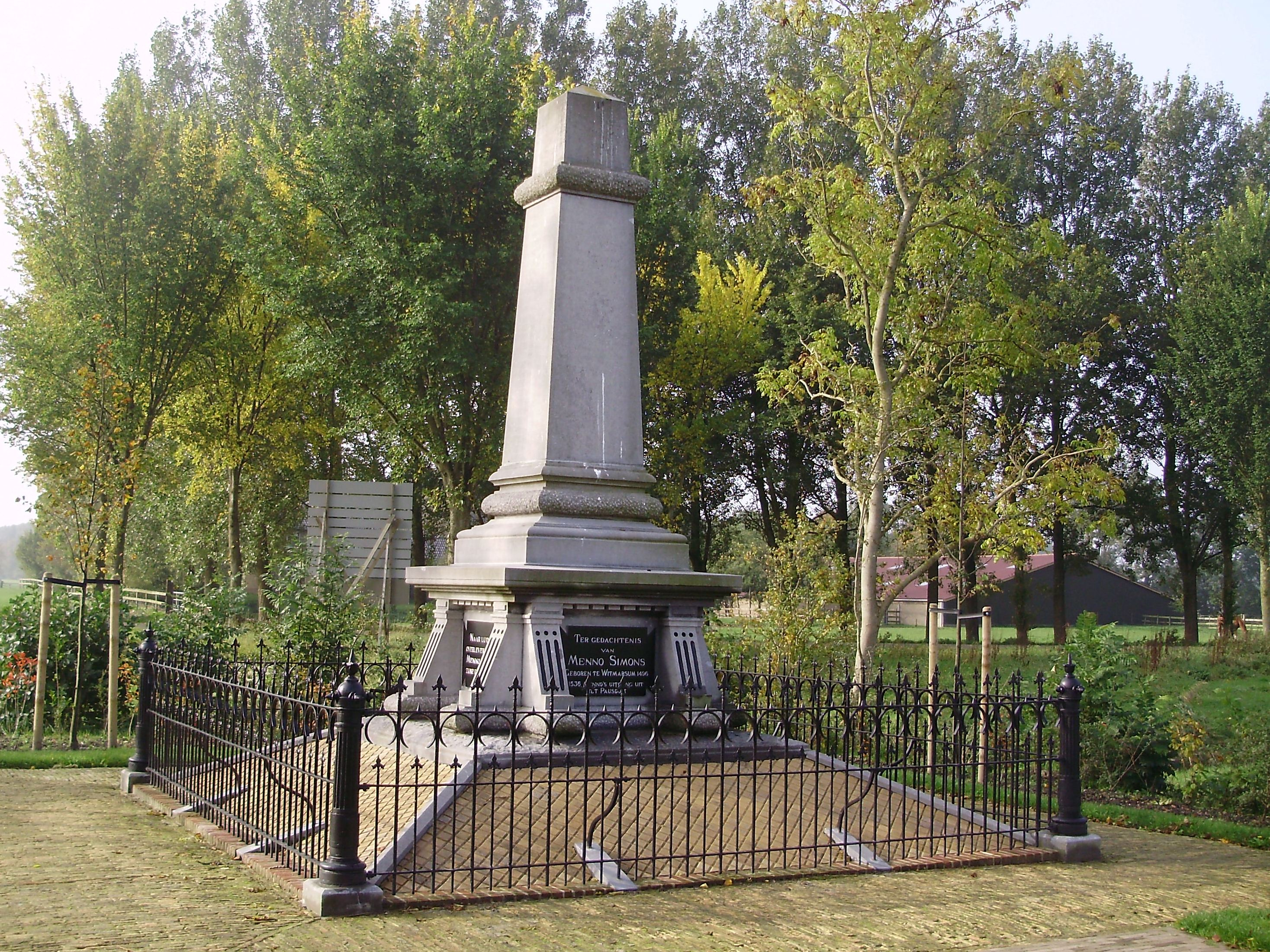
Gedenkstein für Menno Simons in seinem Geburtsort Witmarsum

### Jugend und Studium
Über die familiäre Herkunft von Menno Simons ist nicht viel bekannt. In seinen Lebenserinnerungen schrieb Menno Simons, dass sein Vater aus dem Witmarsum benachbarten Dorf Pingjum stammte. Wahrscheinlich arbeiteten seine Eltern in der Landwirtschaft.
Menno Simons wurde kurz nach seiner Geburt in der römisch-katholischen Pfarrkirche St. Bonifatius getauft und beschloss bereits mit 9 Jahren, Pfarrer zu werden. Simons besuchte wahrscheinlich die Klosterschule der Prämonstratenser in Bolsward und studierte anschließend Philosophie und Theologie in Utrecht. Ende März 1524 bestand er sein Theologisches Examen und wurde schließlich am 26. März desselben Jahres durch den Utrechter Weihbischof Johannes Heetsveld zum Priester geweiht.

### Katholischer Pfarrer
Noch im selben Jahr wurde Menno Simons zum Vikar in seinem Heimatort Pingjum berufen. Sein Einkommen belief sich hier auf 100 Gulden im Jahr. Daneben wurde ihm vonseiten der Kirchengemeinde eine Ackerfläche zur eigenen Bewirtschaftung zur Verfügung gestellt. Über die ersten Jahre als Pfarrer äußerte sich Menno Simons später kritisch. So schrieb Simons, dass es in geistlicher Hinsicht traurig mit ihm bestellt gewesen sei und er während seines gesamten Studiums und seiner Vikariatszeit nicht einmal eine Bibel in der Hand gehabt hätte. Er schrieb: „Ich fürchtete, ich könnte beim Lesen derselben auf Abwege geraten.“
Menno Simons führte nach eigenen Angaben in den ersten Jahren als Pfarrer ein ausschweifendes Leben, das unter anderem von Glücksspiel und Alkohol geprägt war. Dies änderte sich, nachdem Menno Simons erste Zweifel am Dogma der katholischen Transsubstantiation kamen. Er hielt diese Zweifel zunächst für „Eingebungen des Teufels“, kam jedoch nach dem Studium des Neuen Testamentes zu der Erkenntnis, dass die katholische Lehre von der Verwandlung der Elemente Brot und Wein in das Fleisch und Blut Jesu Christi der biblischen Abendmahlstheologie widerspreche. Wahrscheinlich war Menno Simons zu diesem Zeitpunkt bereits von der Bewegung der Sakramentarier beeinflusst.
Menno Simons und auch sein ihm vorgesetzter Pfarrer studierten schließlich die Schriften Martin Luthers, Martin Bucers und auch Erasmus von Rotterdams. Als in einem Erlass vom 22. Dezember 1526 seitens der friesischen Behörden bestimmt wurde, sämtliche Bücher Martin Luthers und seiner Anhänger bei der Kanzlei in Leeuwarden abzuliefern, damit sie „vor dem haus allda zu pulver verbrannt werden“, weigerten sich Menno Simons und sein Vorgesetzter, sodass sich letztlich der Generalstaatsanwalt einschaltete und mit Hilfe der Polizei die beiden zwang, ihre Bücher abzuliefern. Am 14. Oktober 1529 verkündete schließlich ein öffentlicher Anschlag in den friesischen Landen, dass der Besitz reformatorischer Schriften mit dem Tode bestraft werde. Menno Simons studierte trotzdem weiter lutherische Schriften, und innerhalb kurzer Zeit veränderten sich seine Predigten. Er kam in den Ruf, ein evangelischer Prediger zu sein. In seinen Lebenserinnerungen berichtete er, dass er zu diesem Zeitpunkt jedoch noch keine innere Umkehr vollzogen hatte.
1530 wechselte Menno Simons nach Witmarsum und übernahm dort eine vakante Pfarrstelle. Hier erfuhr er im März 1531, dass vor der Kanzlei in Leeuwarden ein gewisser Sikke Snijder (eigentlich Sikke Freerk oder Freriks) hingerichtet worden sei. Snijder hatte sich im Dezember 1530 von Jan Folkertsz Trypmaker in Emden taufen lassen und war kurz danach wieder in seine Heimat zurückgekehrt, um dort eine Täufergemeinde zu gründen. In nur wenigen Wochen hatte er einen kleinen Kreis um sich gesammelt. Als dies bekannt wurde, schritt die Obrigkeit ein und verurteilte ihn zum Tode.
Der Märtyrertod Snijders beeindruckte Menno Simons tief. Bis zu diesem Zeitpunkt war für ihn die Kindertaufe eine von ihm nie hinterfragte Praxis. Auch hier griff Simons wieder zum Neuen Testament: „Ich untersuchte die Schrift mit Fleiß und Genauigkeit“, so berichtet er, „doch von der Kindertaufe konnt’ ich keine Spur finden“. Als auch sein Pfarrherr äußerte, dass die Bibel die Kindertaufe nicht kenne, begann Simons die Kirchenväter und das reformatorische Schrifttum zu studieren. Seine Erkenntnis, dass die Säuglingstaufe unbiblisch sei, verfestigte sich dadurch weiter.
Als 1535 sein Bruder Pieter zusammen mit einer Gruppe von Täufern in der Nähe von Bolsward ermordet wurde, durchlebte Simons eine tiefe persönliche Krise: „Ich betete zu Gott unter Seufzen und Tränen, mir, dem großen Sünder, gnädig zu sein, ein reines Herz zu schenken und aufgrund des vergossenen Blutes Christi mir meinen unreinen Lebensweg und mein fruchtloses Leben zu vergeben.“

### Anschluss an die Täuferbewegung
Im Jahr 1536 gab Menno Simons sein Priesteramt auf, heiratete und schloss sich den Täufern an. Das Datum seiner Taufe ist jedoch unbekannt. Fest steht, dass er bereits im Oktober 1536 mit den Täufern in enger Verbindung stand. Im Januar 1537 wurde er in Groningen schließlich zum Ältesten ordiniert. Ordinatoren waren die Brüder Obbe und Dirk Philips, die Ende 1533 zu der von Melchior Hofmann in Emden gegründeten Täufergemeinde gestoßen waren und deshalb dem gemäßigten Flügel der Melchioriten zugerechnet werden.

### Theologischer Lehrer in der Täuferbewegung
Menno Simons erwarb sich bald ein großes Ansehen innerhalb der Täuferbewegung. Durch seine häufigen Reisen im gesamten niederländisch-norddeutschen Raum und sein umfangreiches schriftstellerisches Wirken wurde sein Einfluss auf die junge Bewegung so stark, dass die niederländischen und norddeutschen Täufer schon bald als Mennoniten bzw. Mennisten bezeichnet wurden. Die erste dokumentierte Verwendung des Begriffes findet sich um 1544/45 in einer friesischen Polizeiordnung. Zunächst als Fremdbezeichnung wurde der Begriff zunehmend von den Täufergemeinden des niederländisch-norddeutschen und später auch des schweizerisch-süddeutschen Raumes als Selbstbezeichnung übernommen. Der Täuferforscher William Esteb teilte die Geschichte der Täuferbewegung entsprechend in die drei Perioden „vor Menno Simons, unter Menno Simons und nach Menno Simons“ ein. Menno Simons’ besonderes Verdienst war die Sammlung und Organisation der verstreuten Täufer in den Zeiten der Verfolgung. Für den Aufbau und die weitere Entwicklung der Mennoniten war vor allem Menno Simons’ 1540 erschienene Schrift Das Fundamentbuch (eigentlich Das Fundament der christlichen Lehre) von großer Bedeutung. Ein anderes bekanntes Werk von Menno Simons ist die Meditation des 25. Psalms aus dem Jahr 1539, in das er seine eigene innere Lebensgeschichte eingewoben hat.
Bereits früh wandte sich Menno Simons von den gewaltbereiten Täufern wie den Täufern in Münster und den anschließend entstandenen Batenburgern wie auch von den messianischen David-Joristen um David Joris ab. So gab Menno Simons im Jahr 1541 die Schrift Vom rechten Christenglauben und seiner Kraft heraus, die implizit gegen die Täufer um David Joris gerichtet war. Simons stabilisierte so die noch junge nordeuropäische Täuferbewegung und schuf einen Weg abseits von jeder Form von Militanz und Apokalyptik. Er knüpfte auch bewusst an die pazifistische Linie der frühen schweizerisch-süddeutschen Täufer an.
Von Bedeutung war auch das Religionsgespräch zwischen Menno Simons und dem reformierten Theologen Johannes a Lasco, das Ende Januar 1544 im ostfriesischen Emden stattfand. Obwohl sich beide Seiten nicht einigen konnten, trennten sich beide in Freundschaft voneinander. Die weiter bestehenden theologischen Differenzen führten jedoch in den folgenden Jahren zu einem zunehmend persönlich gefärbten Disput.
Obwohl Simons zu den gewaltlosen Täufern gehörte, ließ Karl V. im Dezember 1542 ein Edikt ausarbeiten, wonach jeder mit der Todesstrafe bedroht wurde, welcher Menno Simons unterstützte oder seine Schriften besaß oder verbreitete. Zudem wurde ein Kopfgeld von 100 Goldgulden auf seinen Kopf ausgesetzt. Die Edikte wurden rücksichtslos umgesetzt. So wurde im April 1545 in Groningen ein Mann verbrannt, weil er sich sechs Jahre zuvor von Menno Simons hatte taufen lassen.
Von Juli 1544 an wirkte Menno Simons im rheinländischen Köln, wo er unter dem evangelisch orientierten Bischof Hermann V. von Wied bis zu dessen Verbannung im Jahr 1546 relativ frei wirken konnte. Anschließend hielt sich Menno Simons vor allem im holsteinischen Raum auf. Zeitweise befand er sich auch in Wismar, im Raum um Danzig und auch in Livland.
Im Jahr 1552 fand in Lübeck in Anwesenheit Menno Simons’ eine täuferische Zusammenkunft statt, auf der die anti-trinitarischen Positionen Adam Pastors diskutiert wurden und die mit dem Ausschluss Pastors und seiner nach ihm benannten Gruppe der Adamiten bzw. Adamieten aus den mennonitischen Gemeinden endete. Im Jahr 1555 fand eine weitere täuferische Synode in Wismar statt, auf der die Wismarer Artikel beschlossen wurden, die sich vor allem mit der Ehe befassten. Als im August 1555 die norddeutschen Hansestädte Lübeck, Hamburg, Rostock, Stralsund, Wismar und Lüneburg ein gegen die Täufer gerichtetes Edikt beschlossen, mussten viele Täufer aus Wismar fliehen, sodass sich auch Simons wieder auf die Reise begeben musste.

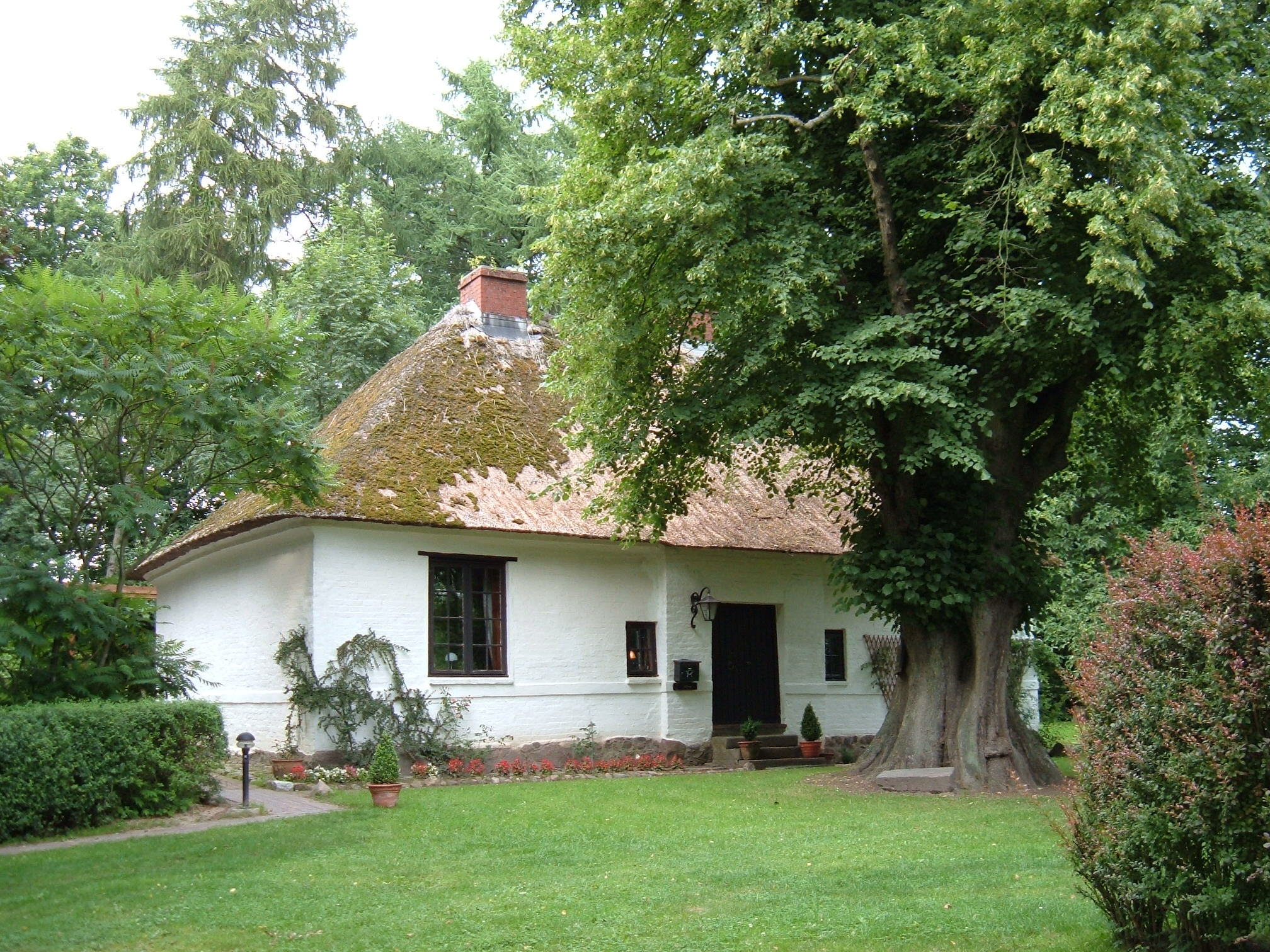
Die Mennokate. Die Linde hat Menno Simons vermutlich selbst gepflanzt.

Menno Simons begab sich wieder in das Herzogtum Holstein und fand Zuflucht auf Gut Fresenburg, wo Bartholomäus von Ahlefeldt bereits zuvor Täufer beherbergt hatte. Er starb 1561 in Wüstenfelde bei Bad Oldesloe und wurde im Garten der später nach ihm benannten Mennokate begraben. Später erfolgte eine Überführung in seinen Geburtsort Witmarsum. Menno Simons hatte zwei Töchter und einen Sohn.
Die Mennokate gibt es heute noch mit einem kleinen Museum, das besichtigt werden kann.

## Werke (Auswahl)

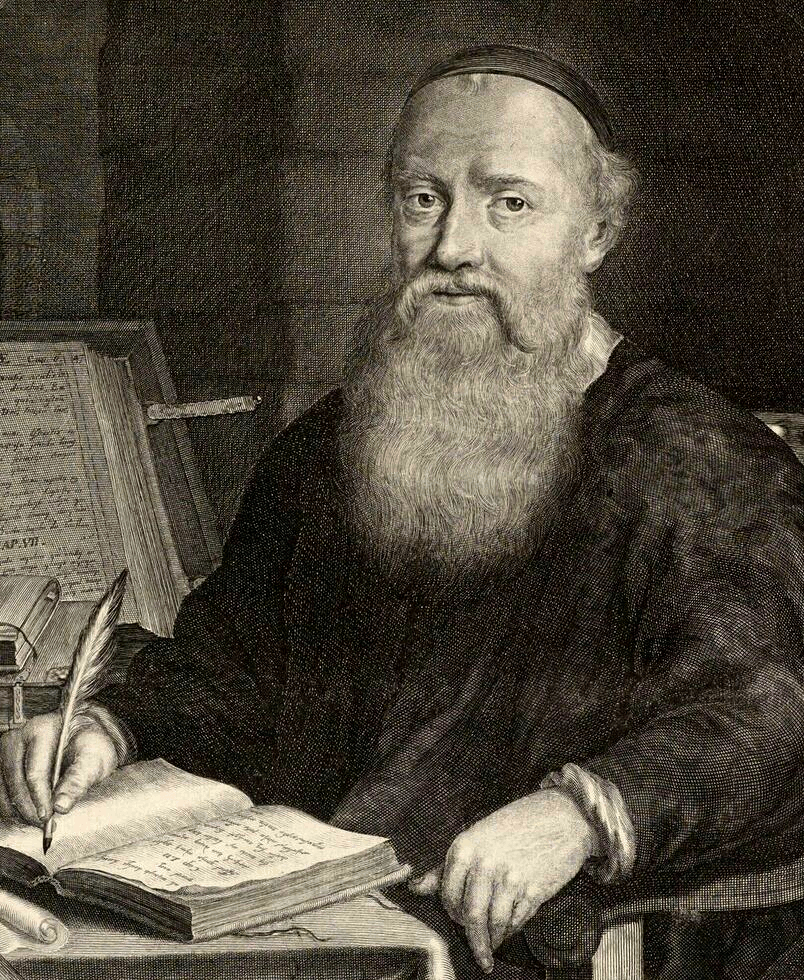
Menno Simons bei seiner schriftstellerischen Tätigkeit

- Dat fundament des christelyken leers doer Menno Simons op dat alder corste geschreuen (1539–40)

(Das Fundament der christlichen Lehre, von Menno Simons auf das allerkürzeste geschrieben)
- Een corte vermaninghe vth Godes woort doer Menno Simons van die wedergeboorte, Vnde wie die ghene syn, die belofte hebben (um 1539)

(Eine kurze Vermahnung aus dem Wort Gottes von Menno Simons über die Wiedergeburt und wie die Leute sind, die daran glauben)
- Verclaringhe des christelyken doppsels in den water duer menno Simons wt dwoort gods In war maniere dat sy van christo Jesu beuolen is ende van synen heylighen appostelen geleert ende ghebruycket is (um 1542)

(Erklärung der christlichen Taufe im Wasser durch Menno Simons aus dem Wort Gottes, in welcher Weise sie von Christo Jesu befohlen und von seinen heiligen Aposteln gelernt und angewandt wurde)
- Een korte ende klar belijdinge ... van der mensch-werdinge onses lieven Heeren Jesu Christi ... geschreven aen de Edele ende Hoogh-Geleerde Heeren, H. Johan a Lasco, mit t’samen sijne hulperen binnen Emden (1544)

(Ein kurzes und klares Bekenntnis ... zur Menschwerdung unseres lieben Herren Jesu Christi ... geschrieben an den edlen und hochgelehrten Herren H. Johannes a Lasco mit allen seinen Helfern in Emden)
- Een korte klaeglycke ontschuldinge der ellendige christenen ende verstroyde vreemdelingen, aen alle schrift-geleerden ende predikanten der Duytscher Natien (1552)

(Eine kurze klägliche Entschuldigung der elendigen Christen und verstreuten Fremdlingen an alle Schriftgelehrten und Prediger der deutschen Nation)
- Een klare beantwoordinge, over een schrift Gellii Fabri, prediker tot Emden (1554)

(Eine klare Antwort über eine Schrift von Gellius Faber, Prediger zu Emden)
- Kindertucht: Een schoon onderwys ende leere, hoe alle vrome olders haer kinderen (nae wtwijsen der schriftueren) schuldich ende gheholden zijn te regieren, te castyen, te onderrichten, ende in een vroom duechdelik ende godsalich leeuen op te voeden. Mit een christelike benedicite voor den eeten ende een christlicke gratias na den eeten (1557)

(Kindererziehung: Eine schöne Unterweisung und Lehre, wie alle frommen Eltern ihre Kinder (nach Ausweis der Schrift) schuldig und gehalten sind zu leiten, zu bestrafen, zu unterrichten und in ein frommes, tüchtiges und gottseligen Leben zu führen. Mit einem christlichen Segensgebet vor und einem christlichen Dankgebet nach dem Essen)

## Gedenktag
- 23. Januar im Evangelischen Namenkalender

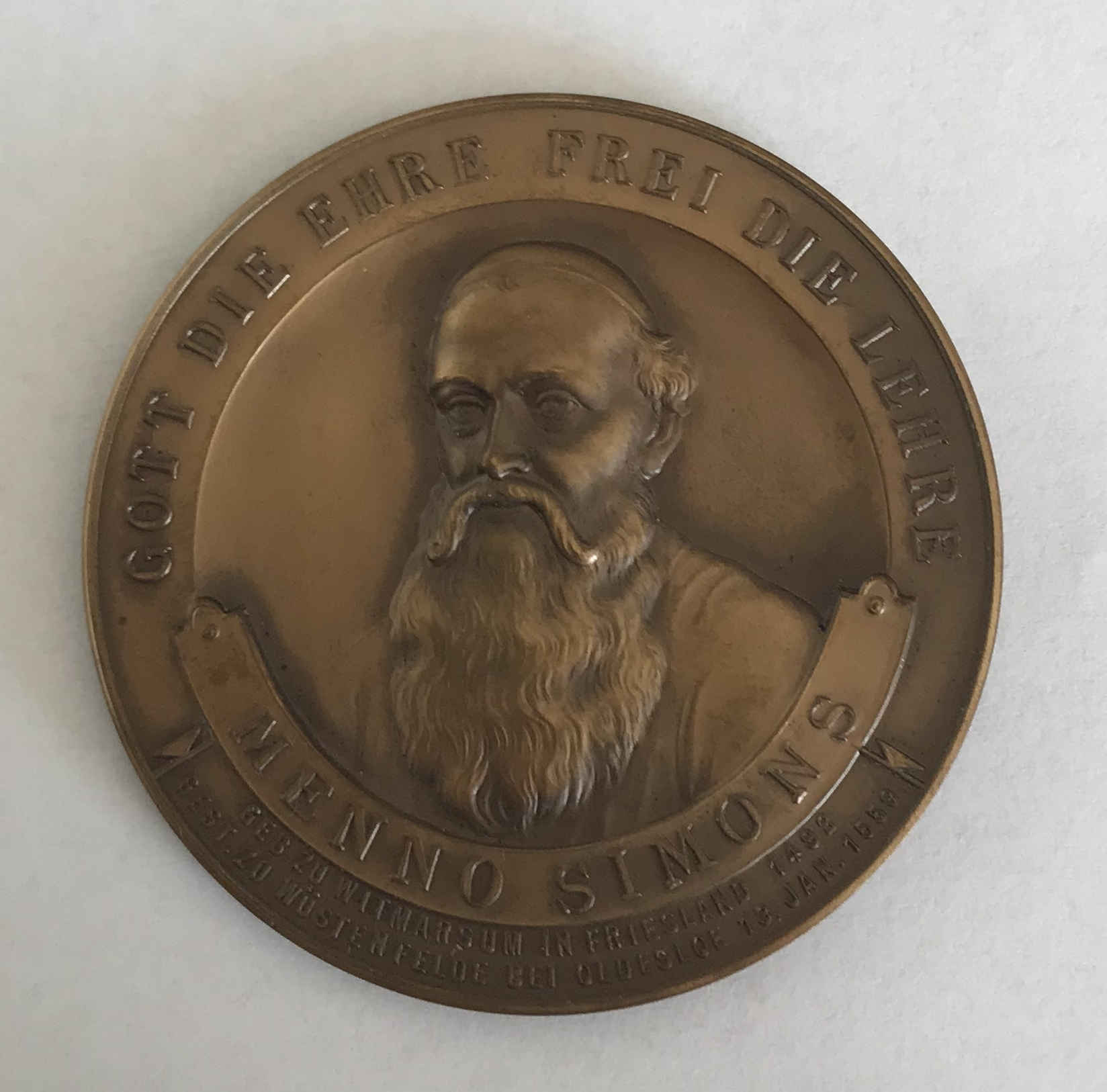
Deutsche Bronzemedaille von 1912 mit dem Bild von Menno Simons, geprägt am 25. Jahrestag der Gründung der mennonitischen Gemeinde in Berlin. Die Inschrift auf der Vorderseite lautet: GOTT DIE EHRE FREI DIE LEHRE / MENNO SIMONS / GEB. ZU WITMARSUM IN FRIESLAND 1492 / GEST. ZU WŰSTENFELDE BEI OLDESLOE 13. JAN. 1559

## Ehrungen
Menno Simons ist Namensgeber des seit 2008 jährlich verliehenen Predigtpreises für Predigten, „die das biblische Zeugnis im Licht der täuferisch-mennonitischen Tradition zur Sprache bringen“.

## Schriften
- Die Schriften des Menno Simons. Gesamtausgabe. Samenkorn e. V., Steinhagen 2013, ISBN 978-3-86203-106-1.